# ELVO
Grčka industrija vozila (grčki: Ελληνική Βιομηχανία Οχημάτων Α.Β.Ε. (ΕΛΒΟ), romanizirano: Ellinika Viomihanya Ohimaton, ELVO) grčka je automobilska tvrtka. Tvrtka je osnovana 1972. godine pod imenom Steyr Hellas, a sadašnje ime preuzela je 1987. godine. Uglavnom proizvodi autobuse, kamione i vojna vozila. Sjedište tvrtke nalazi se u Solunu.

## Vanjske poveznice
- Službena web-stranica